# Clown of Thorns
Clown of Thorns är Tribulations första och enda studioalbum, utgivet 1991.

## Låtlista
1. "Borka Intro"
2. "Born Bizarre"
3. "My World Is Different"
4. "Rise of Prejudice"
5. "Everything's Floating"
6. "Safe Murder of Emotions"
7. "Angst"
8. "Decide (Take a Stand)"
9. "Angel in a Winterpile"
10. "Beautiful Views"
11. "Landslide of Losers"
12. "Down My Lungs"
13. "Pick an Image (Make Sure It Sells)"
14. "Herr Ober"
15. "Tiny Little Skeleton"
16. "Disgraceland"
17. "Dogmother" (bonuslåt på LP-utgåvan)

## Personal
- Börje Forsberg - producent
- Magnus Forsberg - trummor
- Rex Gisslen - tekniker
- Dan Hojas - bas
- Steven Neuman - gitarr
- Mike Toza - gitarr, sång

### Fotnoter
1. ↑  ”Clown of Thorns”. Discogs.com. http://www.discogs.com/Tribulation-Clown-Of-Thorns/release/2537538. Läst 5 april 2012.